# August Hermans
Augustinus Arnoldus Julius Hubertus Maria (August) Hermans (Heel, 5 mei 1875 – Laren, 26 november 1936) was een Nederlands kunstschilder en glazenier.

## Leven en werk
August (ook Auguste) Hermans was een zoon van Petrus Carolus Hubertus Armandus Hermans, lid van de Provinciale Staten van Limburg, en Maria Arnoldina Hubertina Borret. Het gezin woonde tot ca. 1877 op Kasteel Heel, daarna in Roermond. Hermans trouwde met de Belgische Jeanne Marie Antoinette Charlotte Luyssen (1881-1961).
Hij werd opgeleid aan de School voor Nuttige en Beeldende Kunsten in Roermond. Hij adviseerde in 1915 bisschop Arnold Diepen bij het samenstellen van diens wapen en was aanvankelijk vooral actief als schilder en glazenier. Hij kreeg, onder andere door deelname aan prijsvragen, ook opdrachten voor beeldhouwwerken: hij won in 1918 de opdracht voor een grafmonument voor de Haagse organist Adrianus Giesen (1843-1916) en in 1920 won hij de prijsvraag voor een Heilig Hartbeeld voor Tilburg. Een aantal van zijn werken werd uitgevoerd in het atelier Van Bokhoven en Jonkers.
Hermans startte zijn eigen atelier en kreeg de leiding over de Roermondse dependance van het architectenbureau van Eduard Cuypers, die deze rond 1920 had geopend. Met Cuypers verzorgde Hermans in 1919 de inrichting van het Maltezerhuis in Utrecht. Via Cuypers kwam Hermans in contact met de uit Düsseldorf afkomstige kunstenaar Walter Vits met wie hij jarenlang nauw samenwerkte bij de vervaardiging van kerkelijk decoratief schilderwerk en glas-in-loodramen.
Beiden werkten aan Cuypers' projecten, waaronder de Sint-Josephkerk bij het gelijknamige ziekenhuis (1920) in Heerlen, de Korvelse kerk (1922) en de kapel van het Sint Elisabethziekenhuis (1926) in Tilburg en de kapel van het Dominicuscollege (1924) in Nijmegen. De glas-in-loodramen in de kapel bij het 'Groote Klooster' in Jakarta zijn eveneens door beiden ontworpen. Ook na het overlijden van Eduard Cuypers in 1927 kon Hermans rekenen op Vits, zoals bij de vervaardiging van het Geboorteraam in de Korvelse kerk en een vergelijkbaar venster in de Joannes de Deokapel van het voormalige Westeindeziekenhuis in 's-Gravenhage.
Hermans was lid van de commissie van toezicht van de Teekenschool in Roermond en vanaf 1924 lid van de provinciale schoonheidscommissie voor Limburg. Hij vestigde zich in 1929 in 's-Gravenhage en in 1932 in Laren.
Hij overleed op 61-jarige leeftijd in zijn woonplaats Laren en werd begraven op het kerkhof bij de Sint-Janskerk.

## Werken (selectie)
- Grafmonument organist Adrianus Giesen (1920), RK-begraafplaats in Den Haag
- Heilig Hartbeeld (Tilburg) (1920)
- Glas-in-loodramen (1921-1923) voor de uitbreiding van het ziekenhuis St. Jozeph in Heerlen[8]
- Beeld OLV Zetel der Wijsheid (1923) voor de Katholieke Universiteit in Nijmegen
- Glas-in-loodraam (1924) in de St. Antonius van Paduakerk aan het Korvelplein, Tilburg
- Heilig Hartbeeld (Elsloo) (1930)
- Heilig Hartbeeld (Heerlerheide) (1930)
- Kapel voor de Sint-Theresiakerk (Tilburg) (1930)
- Jozefbeeld voor het Aloysius College in Den Haag (1930)
- Heilig Hartbeeld (Deurne) (1933)

## Boeken
- 'De genade van de steiger: monumentale kerkelijke schilderkunst in het interbellum', B. van Hellenberg Hubar (2013) Zutphen Walburg Pers.
- 'De Amsterdamse architect Eduard Cuypers en zijn Bouwbureau in Roermond', W. Cartigny. (2014) Roermond Fontana.
- 'Architecten en Ateliers. Dwarsverbanden in de Roermondse kunstsector in de 19e en 20e eeuw', W. Cartigny. (2015) Roermond Fontana.
- 'Eduard Cuypers, Leven & Werk en hoe hij verdween uit onze architectuurgeschiedenis en oeuvrecatalogus', Obbe H. Norbruis (2025) Edam LM Publishers.